# 針桿菊石
針桿菊石（學名：Merocanites）是生存於早石炭紀的一屬菊石。生活在中等深度的海域。其外殼反捲，有寬闊、敞口的核心和圓腹。殼側面的縫合線為刀片狀褶皺，這對古生代菊石來說是相當複雜的構造。

## 物種[1]
- Merocanites djaprakensis Librovitch, 1927
- Merocanites drostei Collinson, 1955

## 外部連結
- Merocanites （页面存档备份，存于） in the Paleobiology Database